# Robert Cooper (Diplomat)

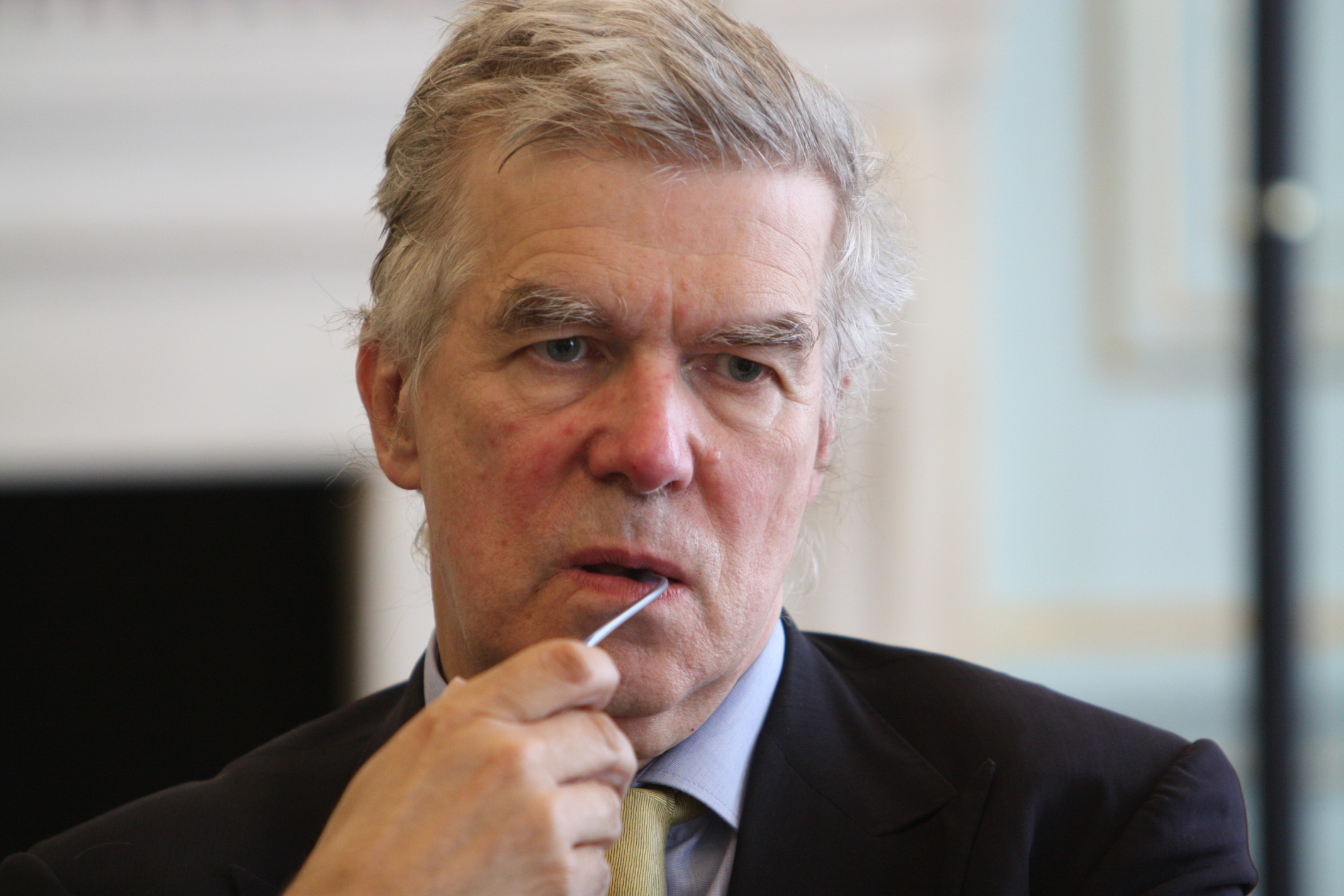
Sir Robert Cooper, 2013

Sir Robert Francis Cooper (* 28. August 1947) ist ein britischer Diplomat und Berater, der zwischen 2013 und 2014 als Sonderberater der Europäischen Kommission für Myanmar tätig war. Er war auch Mitglied des European Council on Foreign Relations und ist ein anerkannter Autor über internationale Beziehungen.

## Karriere
Cooper wurde am 28. August 1947 in Brentwood, Essex, als Sohn von Norman und Frances Cooper geboren und besuchte die Delamere School for Boys in Nairobi, Kenia, und das Worcester College in Oxford. Das akademische Jahr 1969–70 verbrachte er an der University of Pennsylvania. 1970 trat er in den diplomatischen Dienst des Foreign and Commonwealth Office ein.
Als Diplomat arbeitete er an verschiedenen britischen Botschaften, insbesondere in Tokio und Bonn. Im Außenministerium war er von 1989 bis 1993 Leiter des politischen Planungsstabs. Er war auch zur Bank of England abgeordnet und verbrachte eine Zeit im Cabinet Office als stellvertretender Sekretär für Verteidigung und überseeische Angelegenheiten. Bis Mitte 2002 war er Sonderbeauftragter des Vereinigten Königreichs in Afghanistan.
Ab dem Jahr 2002 arbeitete er für die Europäische Union (EU). Er übernahm die Funktion des Generaldirektors für externe und politisch-militärische Angelegenheiten im Generalsekretariat des Rates der Europäischen Union. In dieser Funktion war er Javier Solana, dem ehemaligen Hohen Vertreter für die Gemeinsame Außen- und Sicherheitspolitik der EU, unterstellt und wirkte an der Umsetzung der europäischen Strategie-, Sicherheits- und Verteidigungspolitik mit. 2007 wurde er auch Mitglied des Europäischen Rates für Auswärtige Beziehungen.
Nach der Umstrukturierung der EU-Außenpolitik durch den Vertrag von Lissabon und der Ablösung Solanas durch Catherine Ashton war Cooper Mitglied des Lenkungsausschusses, der die Vorschläge für den neuen Europäischen Auswärtigen Dienst (EAD) ausarbeitete. Nach der formellen Gründung des EAD wurde Cooper im Dezember 2010 zum Berater des EAD ernannt. Von April 2013 bis März 2014 war er Sonderberater von Catherine Ashton in Bezug auf Myanmar.

## Doktrin
Cooper ist vor allem für seine Darlegung der Doktrin des „neuen liberalen Imperialismus“ bekannt, die er in seinem Essay The Post-Modern State (2002) zum Ausdruck bringt. Darin werden Länder als „gescheiterter Staat“, „moderner Staat“ und „postmoderner Staat“ eingeordnet und Aussagen wie „Die Herausforderung für die postmoderne Welt besteht darin, sich an die Idee der Doppelmoral zu gewöhnen“ getroffen. Seine Weltanschauung soll das politische Denken von Tony Blair sowie die Entwicklung der europäischen Sicherheits- und Verteidigungspolitik beeinflusst haben.

## Veröffentlichungen
- The Post-Modern State, in Mark Leonard (ed.) Re-Ordering the World: The long-term implications of 11 September (Foreign Policy Centre: London, 2002) Observer Special Report Full text (pdf)
- The Breaking of Nations: Order and Chaos in the Twenty-First Century. Atlantic Press, 2003, ISBN 0-7710-2266-2.
- The Ambassadors: Thinking about Diplomacy from Machiavelli to Modern Times. Weidenfeld & Nicolson, 2021, ISBN 978-1-78022-836-5.